# Едвард Солсбері Дана
Едвард Солсбері Дана (Edward Salisbury Dana) (* 16 листопада 1849 у Нью-Хейвен (Коннектикут); † 16 червня 1935, там же) був американським мінералогом.

## Життєпис
Його батьком був американський геолог Джеймс Дуайт Дана. Навчався в Єльському університеті, де отримав диплом, навчався в Шеффілдській науковій школі Єльського університету в Нью-Хейвені в 1872 році, у Гейдельберзі в 1873 році, а потім у Відні. У 1874 році закінчив навчання, став репетитором і науковим співробітником в Мінералогічному кабінеті Єльського коледжу. У 1875 році він написав «Підручник мінералогії» і був співредактором «Silliman's American Journal of Science». У 1876 році він отримав ступінь доктора в Нью-Хейвені. У 1879 став доцентом натурфілософії. З 1885 року він був куратором  Музею Пібоді, а з 1890 року — професором фізики в Єльському університеті. У 1884 році він був прийнятий до Національної академії наук США, у 1893 році — до Американської академії мистецтв і наук, а в 1896 році — до Американського філософського товариства. У 1917 році вийшов у відставку.

## Праці
- Textbook of Mineralogy. 4. Auflage bearbeitet von W. E. Ford, New York und London 1932.

## Інтернет-ресурси
- National Academy of Sciences Biographical Memoir [Архівовано 1 листопада 2021 у Wayback Machine.]